# Smlouva Adams-Onís
- východní a západní Florida postoupena Spojeným státům
- konec španělských nároků na teritorium Oregon
- Texas přiřčen Španělsku
- stanovení západní hranice Louisiany
- území západně od řeky Sabine zůstalo Španělsku
- Španělské lodě obdržely některé celní výhody v přístavech USA

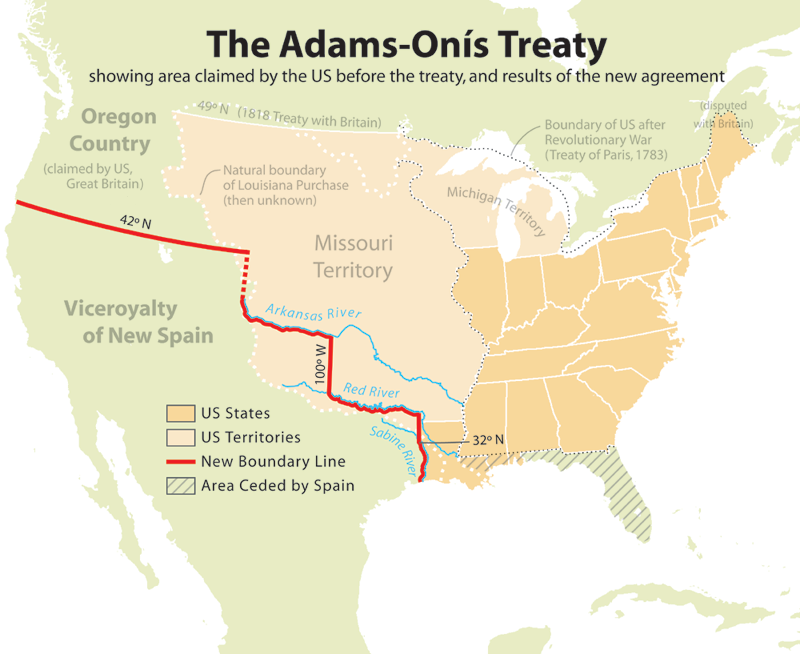
Mapa znázorňující výsledek Smlouvy Adams-Onís:

Smlouva Adams–Onís (anglicky Adams-Onís Treaty) z roku 1819, známá též jako Transkontinentální smlouva nebo Koupě Floridy, byla smlouva mezi Spojenými státy a Španělskem uzavřená v roce 1819, kterou Španělé odevzdali Floridu USA a která stanovila hranici mezi Spojenými státy a Španělskem.
Smlouva vyřešila neustávající hraniční konflikt a byla považována za triumf americké diplomacie. Byla uzavřena v období sporů mezi USA a Španělskem. Stanovení západní hranice USA a odevzdání Floridy bylo výměnou za platební nároky amerických občanů vůči španělské vládě až do výše 5 000 000 dolarů a vzdání se nároku na části Texasu západně od řeky Sabine a dalších španělských oblastí. Smlouva byla vyjednána Johnem Quincy Adamsem, ministrem zahraničních věcí USA během funkčního období prezidenta Jamese Monroea, a španělským ministrem zahraničí Luisem de Onís.

## Historické pozadí
Španělsko dlouhou dobu odmítalo nároky USA na koupi Floridy. V roce 1818 ale Španělé prodělávali složitou situaci ve svých koloniích. Země byla vyčerpána boji ve španělské válce za nezávislost a nutně potřebovala rehabilitovat svou důvěryhodnost a přítomnost ve svých koloniích. Hnutí za nezávislost v Střední a Jižní Americe začala požadovat nezávislost na španělské koruně. Země též nebyla ochotna nadále investovat do Floridy a obávala se stability hranice Nového Španělska a Spojených států. Španělsko nemělo prakticky žádnou politickou ani vojenskou přítomnost na Floridě a nebylo schopno zabránit nájezdům Seminolů, kteří pravidelně překračovali hranice a pustošili americké vesnice a farmy.
V roce 1819 už Španělsko bylo ochotno zasednout k jednacímu stolu, protože ztrácelo držbu svého amerického impéria a jeho západní americké kolonie se začaly bouřit. Zatímco Andrew Jackson v První seminolské válce bojoval proti Seminolům a uprchlým americkým otrokům na území Georgie, postupně je vytlačil na území španělské Floridy. Tam ale také zaútočil na španělské pevnosti, které, podle jeho názoru, pomáhaly nájezdníkům, kteří pustošili americké území.
S cílem zastavit pustošení amerických osad v Georgii Seminoly, kteří měli své základny ve východní Floridě, U.S. Army podnikala časté výpady na španělské území, včetně tažení v letech 1817–1818, vedeného Andrewem Jacksonem, které se stalo známým jako první seminolská válka. Po jejím skončení Spojené státy kontrolovaly území východní Floridy. Španělé žádali Británii o intervenci, ta však v průběhu vzájemného jednání zamítla pomoc Španělsku. Někteří členové kabinetu prezidenta Jamese Monroa požadovali okamžité odstoupení Andrewa Jacksona, ale Adams zkonstatoval, že tato skutečnost postavila USA do výhodné diplomatické pozice. Adams byl schopen vyjednat příznivé podmínky.
Florida se pro Španělsko stala břemenem, protože si nemohlo dovolit poslat na její území osadníky ani vojenské posádky. Madrid se proto rozhodl odstoupit území Spojeným státům prostřednictvím smlouvy Adams-Onis.

## Detaily smlouvy

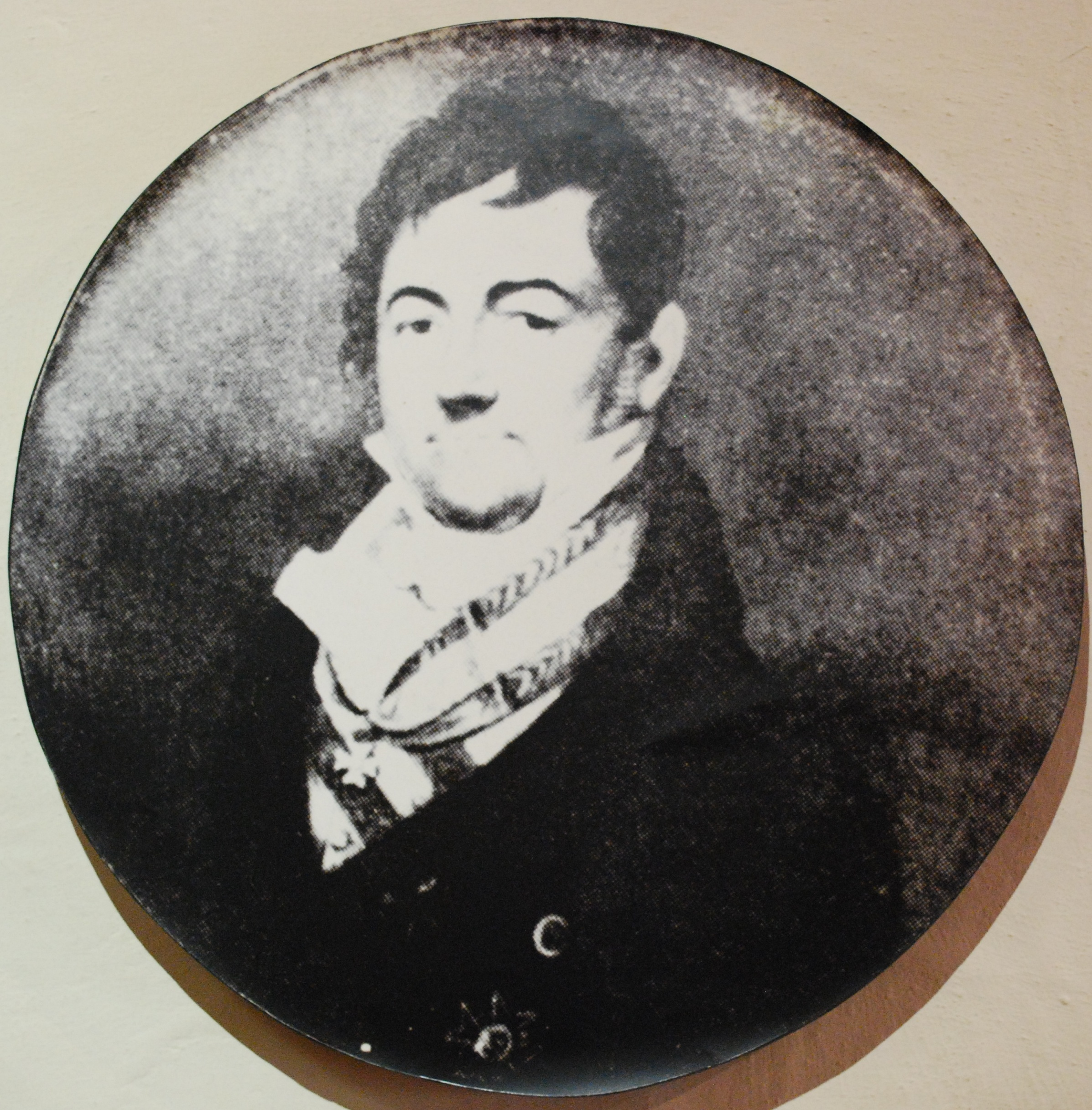
Luis de Onís

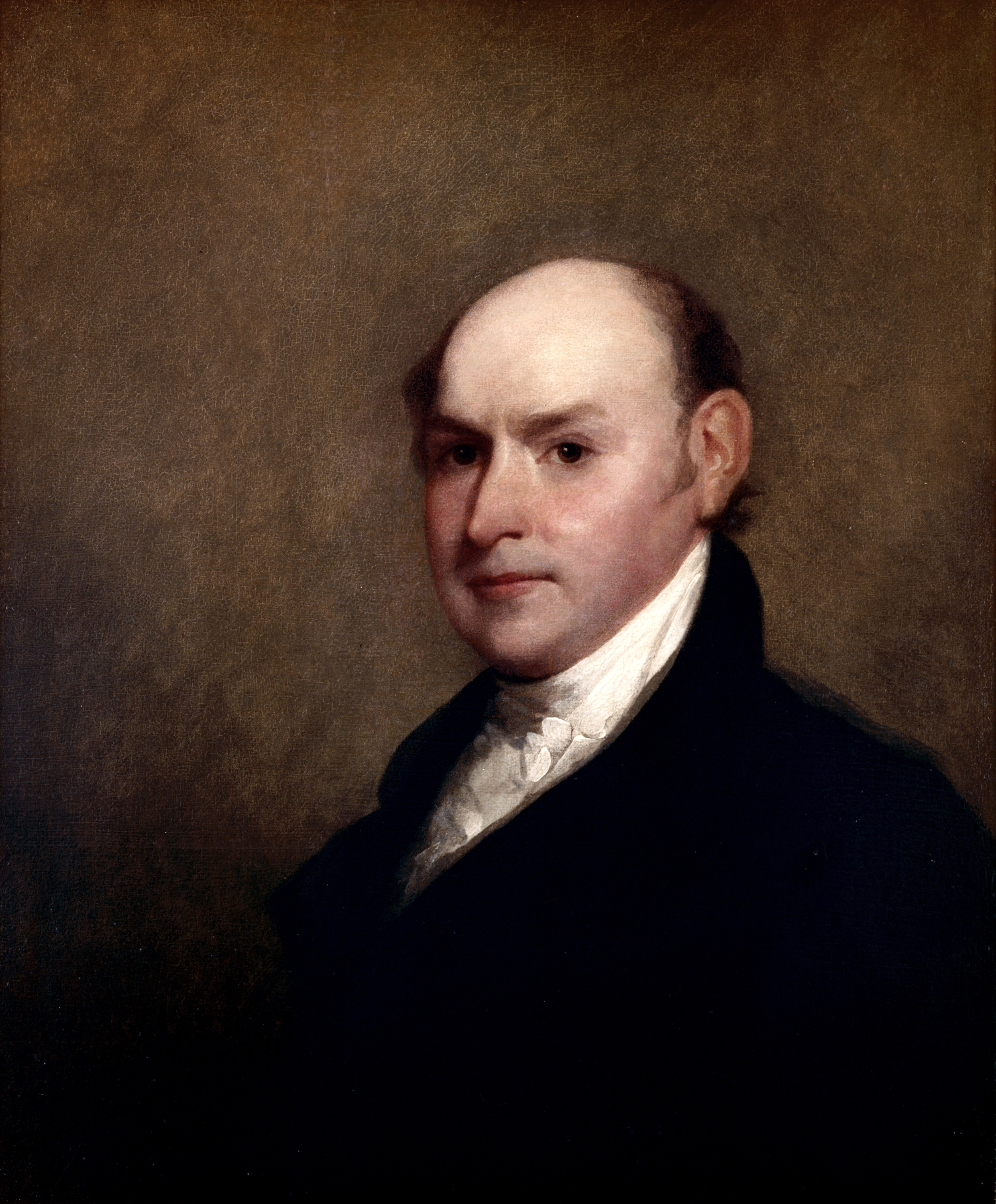
John Quincy Adams

Smlouva byla podepsaná 22. února 1819 Johnem Adamsem, ministrem zahraničních věcí, a Luisem de Onís, španělským ministrem zahraničí. Ratifikace byla pozdržena na dva roky, protože Španělsko chtělo použít smlouvu jako podnět k tomu, aby drželo Spojené státy mimo diplomatické podpory hnutím za nezávislost v Jižní Americe. Hned jako smlouva byla podepsána, americký Senát ji jednomyslně ratifikoval, ale z důvodu zablokování smlouvy ze strany Španělska byla nutná nová ratifikace a tentokrát nebyla bez překážek. Henry Clay a další mluvčí v rozpravě požadovali, aby se Španělsko vzdalo Texasu. Tento návrh ale nebyl odsouhlasen Senátem, který ratifikoval smlouvu dne 19. února 1821. Ratifikační listiny byly vyměněny 22. února 1821 a smlouva byla veřejnosti zpřístupněna dne 22. února, dva roky po podepsání smlouvy.

## Uplatňování smlouvy
Ve Spojených státech byla založena komise, která se v letech 1821 až 1824 zabývala požadavky vůči Španělsku. Žadatele zastupovali významní právníci té doby, například Daniel Webster a William Wirt. Komise během svého působení prozkoumala 1 859 žádostí, které měly původ ve 720 událostech a jako náhradu vyplatila pět milionů dolarů. Smlouva snížila napětí se Španělskem (a po roce 1821 s Mexikem), a byla argumentem pro ty, kteří byli v Kongresu pro snížení vojenského rozpočtu a odmítnutí plánů na modernizaci armády, navrhované ministrem války John C. Calhounem.
Smlouva byla dodržována oběma stranami, ačkoliv nepřesné mapy v textu smlouvy znamenaly, že hranice mezi Texasem a Oklahomou zůstaly nejasné po většinu 19. století. Americká hranice byla rozšířena v roce 1848 Smlouvou z Guadalupe Hidalgo.

## Pozdější vývoj
Smlouva byla ratifikována Španělskem v roce 1820 a Spojenými státy v roce 1821 (v tomto období se Spojené státy a Mexiko angažovaly v dlouholeté mexické válce za nezávislost). Španělsko konečně uznalo nezávislost Mexika Smlouvou z Córdoby, podepsanou 24. srpna 1821. Mexiko smlouvu ratifikovalo v roce 1831. V polovině 30. let 19. století ale vypukla kontroverze ohledně Texasu, kdy Spojené státy poukázaly na skutečnost, že řeky Sabine a Netches byly v mapách vyměněny a hranice byla posunuta ve prospěch Mexika. Důsledkem bylo, že hranice Texasu nebyla pevně stanovena až do vyhlášení nezávislosti Texaské republiky v roce 1836 a neodsouhlasena až do Smlouvy z Guadelupe Hidalgo v roce 1848, která ukončila mexicko-americkou válku. Tato smlouva formalizovala odstoupení mexických zemí Alta California a Santa Fe de Nuevo México (současný americký Jihozápad), kromě území známých později jako Gadsdenova koupě.
Další spor se vyskytl poté, co Texas vstoupil do Unie. Smlouva stanovila hranici mezi nároky Francie na severu a nároky Španělska na jihu. Touto hranicí byla řeka Red až po dosáhnutí stého poledníku na mapě Johna Melishe. Problémem bylo, že na mapě Johna Melishe byl 100. poledník vzdálen přibližně 90 mil na východ od skutečného stého poledníku a řeka Red přibližně 50 mil na východ od stého poledníku. Záležitost nebyla rozhodnuta až do rozhodnutí Nejvyššího Soudu Spojených států v roce 1896, kdy bylo sporné území přičleněno k Oklahomě.